# Weruche Opia
Weruche Opia, född 11 april 1987 i Lagos, är en nigeriansk skådespelare.
Opia har bland annat medverkat i TV-serierna I May Destroy You från 2020 och High Desert från 2023. Hon har även medverkat i filmen Äventyr i Drömlandet från 2022.

## Filmografi (i urval)
- 2020: I May Destroy You
- 2022: Äventyr i Drömlandet
- 2023: High Desert
- 2024 – Iwájú (TV-serie)
- 2024 – Ember Manning: Fallet vid bryggan (TV-serie)